# كين سميث (سياسي أسترالي)
كين سميث (بالإنجليزية: Ken Smith)‏ هو سباك وسياسي أسترالي، ولد في 30 ديسمبر 1944 في أستراليا. حزبياً، نشط في الحزب الليبرالي الأسترالي. وقد انتخب Speaker of the Victorian Legislative Assembly ‏ (21 ديسمبر 2010 – 4 فبراير 2014) وانتخب عضو المجلس التشريعي الفيكتوري عن دائرة South Eastern Province ‏ (1 أكتوبر 1988 – 29 نوفمبر 2002) وانتخب عضو الجمعية التشريعية فيكتوريا عن دائرة Electoral district of Bass ‏ (30 نوفمبر 2002 – 29 نوفمبر 2014).